# Роботизовані датчики

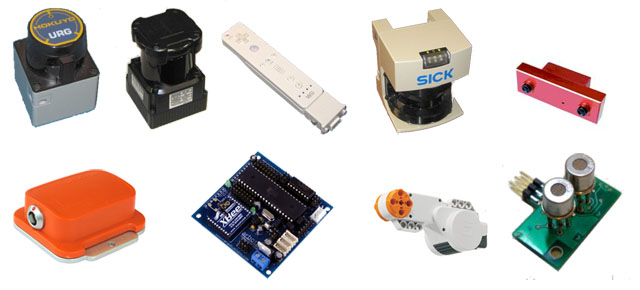
Типи роботизованих датчиків (датчики світла й звуку)

Роботизовані датчики використовують для оцінки стану робота та довкілля. Відповідні сигнали передаються до контролера, що забезпечує відповідну поведінку.
Датчики у роботів базуються на функціях органів чуття людини. Для ефективного виконання завдань роботам потрібна вичерпна інформація про довкілля.

## Класифікація
Датчики надають схожі до людських органів чуття можливості та водночас можуть фіксувати явища, які виявляються для людського чуття невловимі.
- Прості датчики дотику: Фіксують наявність чи відсутність об'єктів.
- Складні датчики дотику: Фіксують розміри, форми та/або твердість об'єктів.
- Прості датчики сили: Вимірюють прикладену силу за однією віссю.
- Складні датчики сили: Вимірюють прикладену силу за багатьма осями.
- Прості відеодатчики: Визначають краї, діри й кути.
- Складні відеодатчики: Розпізнають об'єкти.
- Датчики наближення: Безконтактне виявлення об'єкта.

Датчики можуть вимірювати фізичні властивості, такі як відстань між об'єктами, наявність світла та частоту звуку.
Вони можуть вимірювати:
- Близькість об'єкта: Присутність наявність/відсутність об'єктів, їх колір, відстань між ними.
- Фізичну орієнтацію. Координати об'єктів у просторі.
- Тепло: Довжину хвилі променів від інфрачервоної до ультрафіолетової меж, температуру, величину, напрям.
- Хімічний склад: Наявність, ідентичність, концентрацію хімічних речовин чи реактивів.
- Світло: Наявність, колір, інтенсивність світлового потоку.
- Звук: Наявність, частоту, інтенсивність звуку.[4]

Контролери руху, потенціометри, тахогенератори та кодувальні пристрої використовуються як з'єднувальні датчики, де в місці робочого органу робота задіюються датчики натягу задля контактного контролю прикладеної сили.

## Внутрішні датчики
Внутрішні датчики вимірюють внутрішній стан робота. Вони використовуються для вимірювання положення, швидкості та прискорення.

### Датчики положення
Датчики положення вимірюють положення з'єднувальних елементів (міру видовження елемента). Серед них існують:
- Кодувальні пристрої: цифрові оптичні пристрої, що перетворюють рух на послідовність цифрових імпульсів.
- Потенціометри: пристрій змінного опору, що виражає лінійні чи кутові зміщення через напругу.
- Лінійні змінні диференціальні трансформатори: датчики зміщення, що зарактеризуються високою точністю. Вони генерують сигнал змінного струму, величина якого є функцією зміщення рухомого ядра.
- Сихнронізатори та розпізнавачі

### Датчики швидкості
Датчики швидкості вимірюють послідовні значення положення на відомому інтервалі та обчислює часову міру зміни значення розташування.

## Застосування
На виробничих лініях подачі деталей, відеодатчики можуть ліквідувати необхідність наявності вирівнюючих піддонів. Роботи, оснащені відеодатчиками, виконують вставку та розміщення елементів під час виробництва механічних деталей з високою точністю.